# Day of Reckoning (álbum de Pentagram)
Day of Reckoning es el segundo álbum de estudio de la banda de heavy metal Pentagram.
Después del lanzamiento de su álbum debut en 1985, la banda entró a grabar las canciones compuestas que harían parte de su siguiente publicación, con el material discográfico listo la banda consigue un contrato con la disquera Napalm Records y dos años después logran lanzarlo al mercado.
Originalmente el baterista que grabó las pistas de las canciones de la edición de Napalm fue Stuart Rose, siendo "Burning Savior" el único tema que grabó Joe Hasselvander con ellos, sin embargo después de ser reeditado en 1993 con el sello Peaceville, Joe grabó el resto de las pistas, siendo éstas las que serían parte de las ediciones publicadas posteriormente.
La portada original consistía en el logo característico de la banda sobre la imagen de un mausoleo, con la primera reedición de Peaceville la portada cambió completamente asemejándose tanto a la carátula de su anterior disco como al del álbum Welcome to Hell de Venom. Para evitar esta confusión y después de su segunda reedición en 2005, el disco recuperó su imagen original cambiando únicamente el color del logo, pasando de negro a blanco.

## Lista de canciones
Todas las canciones escritas y compuestas por Liebling, Griffin, Hasselvander y Swaney. 
| N.º | Título                  | Duración |  |
| 1.  | «Day of Reckoning»      | 02:43    |  |
| 2.  | «Broken Vows»           | 04:38    |  |
| 3.  | «Madman»                | 04:18    |  |
| 4.  | «When the Screams Come» | 03:43    |  |
| 5.  | «Burning Savior»        | 09:08    |  |
| 6.  | «Evil Seed»             | 04:39    |  |
| 7.  | «Wartime»               | 05:22    |  |

## Integrantes
- Bobby Liebling - voz
- Victor Griffin - guitarra
- Joe Hasselvander - batería
- Martin Swaney - bajo
- Stuart Rose - batería (edición original)

- Datos: Q3703813